# Bashkim Kadrii
Bashkim Kadrii (* 9. Juli 1991 in Kopenhagen) ist ein dänischer Fußballspieler. Er stand zuletzt beim Odense BK unter Vertrag.

## Karriere

### Verein
Kadrii begann im Jahre 1997 bei B.93 Kopenhagen mit dem Fußballspielen.
Im September 2008 kam er in die erste Mannschaft des Vereins, welches in der dritten Liga Dänemarks spielte, und wurde schnell Stammspieler. Kadrii erweckte damit auch das Interesse von Borussia Dortmund, für dessen Reservemannschaft er nach einem Probetraining spielen sollte. Allerdings scheiterte der Vereinswechsel an den Ablöseforderungen seitens B.93 Kopenhagen.
Im Juli 2010 wechselte er in die erste dänische Liga und spielt seitdem für Odense BK. Am 16. September 2010 gab Kadrii sein Profidebüt, als er in der Europa League gegen den FC Getafe auch in der Anfangself stand. In der Europa League kam Kadrii auf insgesamt fünf Einsätze, in der Liga auf 21 Einsätze (ein Tor). Odense wurde am Ende der Saison Vize-Meister.
Nachdem Odense in den Play-offs zur Champions League gescheitert war, kam Kadrii in der darauffolgenden Gruppenphase der Europa League zu vier Spielen, während er in der Liga zu 32 Einsätzen kam und sieben Treffer markierte.
Von 2014 bis zum Dezember 2016 spielte er für den FC Kopenhagen und wurde jeweils zweimal Meister und Pokalsieger, ehe er für ein halbes Jahr auf Leihbasis für Minnesota United in der Major League Soccer spielte. Nach seiner Rückkehr wurde er für ein weiteres Jahr an Randers FC verliehen.
Im Sommer 2018 unterschrieb er einen Vierjahresvertrag bei seinem ehemaligen Verein Odense BK. Dort blieb er bis Anfang 2020 und schloss sich dann für ein Jahr al-Fateh SC in Saudi-Arabien an, ehe er nach Odense zurückkehrte.

### Nationalmannschaft
Baskim Kadrii bestritt zwischen 2008 und 2009 vier Länderspiele für die dänische U-18-Nationalmannschaft, für die er zweimal traf. In der U-19 bestritt er 18 Spiele, dabei erzielte er sechs Tore. Am 28. März 2011 absolvierte Kadrii sein bisher einziges Spiel für die U-20-Nationalmannschaft Dänemarks; beim 1:1-Unentschieden, gegen Portugal, stand er in der Anfangself und wurde nach 88 Minuten durch Mathias Gehrt ersetzt.
Am 23. Mai 2011 wurde Kadrii von U-21-Nationaltrainer Keld Bordinggaard für den vorläufigen Kader der Dänischen U-21 zur U-21-Fußball-Europameisterschaft 2011 nominiert und schaffte es auch in den endgültigen Kader. Am 6. Juni 2011 gab Kadrii auch sein Debüt für die U-21, als er beim 4:0-Sieg gegen die Türkei in der Anfangself stand und nach 72 Minuten für Matti Lund Nielsen ausgewechselt wurde.
Kadrii war, im Turnier selbst, sowohl bei der 0:1-Pleite im ersten Gruppenspiel gegen die Schweiz und beim 2:1-Sieg gegen Weißrussland dabei. Im dritten Gruppenspiel gegen Island gelang ihm dabei auch ein Treffer, der jedoch kaum von Bedeutung war, da die Dänen nach der Vorrunde ausschieden.
Am 10. August 2011 debütierte Kadrii auch für die A-Nationalmannschaft; bei der 1:2-Niederlage, gegen Schottland, wurde Kadrii in der 76. Minute für Michael Krohn-Dehli eingewechselt.

## Erfolge
- Dänischer Meister: 2016, 2017
- Dänischer Pokalsieger: 2015, 2016